# Inolizione
L'inolizione è la più importante fase di maturazione della drupa dell'olivo, in cui si verifica l'aumento della componente lipidica dei frutti. In un lasso di tempo che si protrae per alcuni mesi l'acido palmitico e l'acido stearico tendono a calare fortemente per lasciare il posto all'acido linoleico e a quello oleico.